# George Eliot
Mary Ann Evans (Nuneaton, Warwickshire, 22 de noviembre de 1819-Chelsea, Londres, 22 de diciembre de 1880; escrito a veces Mary Anne o Marian), más conocida por su seudónimo George Eliot, fue una novelista, poeta, periodista y traductora británica, y una de las principales escritoras de la época victoriana. Escribió siete novelas: Adam Bede (1859), El molino del Floss (1860), Silas Marner (1861), Romola (1863), Felix Holt, el Radical (1866), Middlemarch (1874) y Daniel Deronda (1876). Al igual que Charles Dickens y Thomas Hardy, provenía de la Inglaterra provincial, en donde se ambienta la mayoría de sus obras. Sus obras son conocidas por su realismo, sus intuiciones psicológicas, sus sentido de la ubicación y sus detalladas descripciones del campo.
Middlemarch fue descrita por la novelista Virginia Woolf como «una de las pocas novelas inglesas escritas para adultos» y por Martin Amis y Julian Barnes como la mejor novela en lengua inglesa.

## Biografía

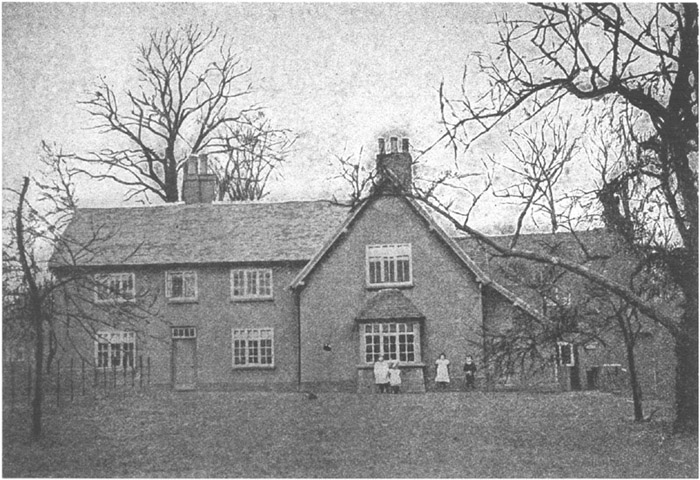
Lugar de nacimiento de Mary Ann Evans: South Farm, Arbury.

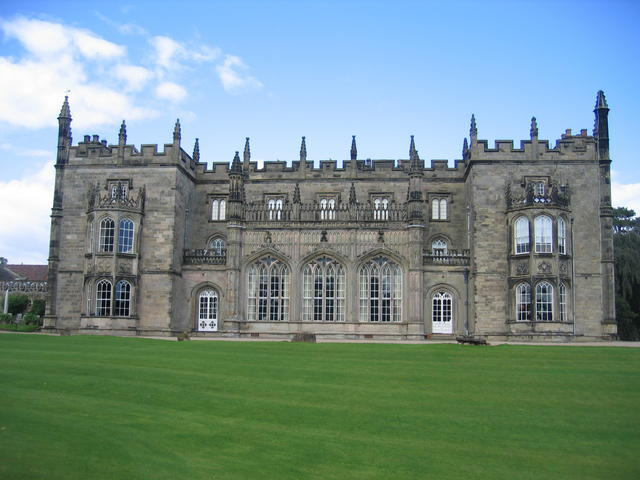
Fachada sur del Castillo de Arbury Hall, donde Mary Ann Evans pasó parte de su infancia.

Nació en una finca de South Farm, en una familia de clase media rural de las Midlands. Su padre, Robert Evans, era el encargado de la granja y castillo de Arbury Hall, perteneciente a la familia Newdigate de Warwickshire; y su madre, Christiana Pearson, era la hija del dueño del molino local. Cuando Mary Ann Evans, llamada familiarmente Marian, contaba cuatro meses, la familia se trasladó a una mansión más espaciosa, Griff House, en Arbury; allí transcurrió su infancia y juventud. Tenía un hermano y una hermana, y ella era la benjamina; pero también un medio hermano y una medio hermana del primer matrimonio de su padre.
Resultó ser estudiosa, gran lectora y de una omnímoda curiosidad; declamaba fragmentos de Shakespeare, Milton y Walter Scott que leía en los libros de la biblioteca del castillo, y no le interesaba demasiado prepararse para un matrimonio y una prole, como era usual entre las damas victorianas de su época, al menos entre las que retrata otra novelista inglesa, Jane Austen; su padre condescendió con estas rarezas y le dio una educación que no era frecuente entre las mujeres de su tiempo. Entre los cinco y los nueve años, Eliot estudió con su hermana Chrissey en la escuela anglicana de Miss Latham, en Attleborough. De los nueve a los trece años, estudió en la de Mrs. Wallington en Nuneaton, y de los trece a los dieciséis años en una de monjas bautistas, la de Miss Franklin, en Coventry, donde además aprendió francés y leyó a Blaise Pascal. En la escuela de Mrs. Wallington le enseñó la evangélica Mary Lewis, cuyo epistolario con Eliot aún se conserva. Sin embargo, en la atmósfera religiosa de la escuela de Coventry fue expuesta a creencias opuestas al evangelismo. En 1836 falleció su madre y ella, con dieciséis años, tuvo que abandonar los estudios para cuidar al padre y administrar la casa; pero seguía educándose con un preceptor y leía intensamente, sobre todo a los trágicos griegos. En 1838 cayó en sus manos un libro de Charles Hennell, An Inquiry Concerning the Origin of Christianity, y la hasta entonces devota creyente se volvió agnóstica. Cuando tenía 21 años, su hermano Isaac se casó y se hizo cargo de la casa familiar, por lo que Evans y su padre se mudaron a Foleshill, cerca de Coventry.
Sus dudas religiosas se acentuaron cuando frecuentó la tertulia en Coventry de Charles Bray, donde conoció a Robert Owen, Herbert Spencer, Harriet Martineau y Ralph Waldo Emerson. Sus ideas la condujeron al racionalismo y al librepensamiento, empezando a leer a Spinoza, cuya Ética tradujo luego pero no publicó, a Feuerbach y a David Strauss; de estos dos últimos sí tradujo y publicó obras importantes (sabía latín, griego, alemán y algo de italiano y francés): La Esencia del Cristianismo (1854) del primero y La vida de Jesús críticamente examinada del segundo (1846). Además mantuvo contacto intelectual estrecho con el pensador utilitarista, feminista y liberal Stuart Mill y con el evolucionista social Herbert Spencer. 
Cuando su padre empezó a vislumbrar las ideas en religión de su hija pequeña, amenazó con echarla de la casa; pero no hizo nada. Evans asistía respetuosamente a la iglesia y continuaba manteniéndole la casa para él hasta su muerte en 1849, cuando ella contaba ya 30 años. Un año antes había simpatizado con la revolución de 1848. Apenas seis días después del fallecimiento de su padre inició un viaje por Europa con los Bray, aunque los abandonó para quedarse más tiempo en Ginebra. Regresó en 1850 y empezó a escribir reseñas para la Westminster Review, fundada por Jeremy Bentham y de tendencia liberal, positivista y radical. Incluso llegó a ser subdirectora de la revista de 1851 a 1854, cargo en el cual conoció a las figuras literarias más relevantes de su época; uno de ellos fue el filósofo, científico y periodista George Henry Lewes, un hombre casado y con hijos del que se enamoró en 1851; él tenía un matrimonio abierto con su mujer Agnes (ella también tenía hijos con otro hombre) y con Eliot / Evans mantuvo una relación ininterrumpida y secreta desde 1854, año en que hicieron un viaje juntos a Weimar, en Alemania, hasta la muerte de él por cáncer en 1878; convivieron como un matrimonio prácticamente más de veinte años; era su alma gemela. Pasados dos años de luto, contrajo matrimonio con un amigo íntimo de ambos, John W. Cross, en 1880. 
En 1859 había empezado a escribir tres relatos extensos para el Blackwood's Magazine con el pseudónimo masculino de George Eliot, que luego reunió en su libro Escenas de la vida clerical (1858). Usó un nombre masculino para asegurar que su trabajo fuera tomado en serio. Pocas escritoras publicaban bajo sus nombres verdaderos, como el caso de Charlotte Brontë y sus hermanas.
George Eliot es autora de las novelas Adam Bede (1859), El hermano Jacob (1859), Silas Marner (1861) y Romola (1863), una novela histórica ambientada en la Florencia de Girolamo Savonarola; siguieron El velo alzado (1864) y Félix Holt (1866). Las dos más extensas son según la crítica mejores: Middlemarch. Un estudio de la vida de provincias (1871-1872), considerada por Martin Amis y Julian Barnes la mejor novela escrita en inglés, y El molino del Floss (1860). La última que entregó es Daniel Deronda (1876), donde ataca el antisemitismo. Escribió asimismo relatos y poesía.
Evans prefería historias transcendentales que no cayeran "en el romanticismo vacuo y absurdo que ella tanto criticaba en otras escritoras, como Jane Austen o las hermanas Brontë". En sus novelas analiza e interpreta desde un realismo estricto la vida social, sin descuidar la psicología de sus personajes, y, como hizo girar desde siempre sus novelas en torno a "pasiones intelectuales", la autora se sintió desligada del mundo materialista burgués y, por su inseguridad personal, se sintió ligada a las clases proletarias (Silas Marner, El molino junto al Floss). Es una gran creadora de personajes femeninos, como la Dorothea Brooke en Middlemarch:
Su perfil, así como su altura y porte, parecían cobrar mayor dignidad a partir de su ropa sencilla, la cual, comparada con la moda de provincias, le otorgaba la solemnidad de una buena cita bíblica o de algunos de nuestros antiguos poetas inserta en un párrafo de un periódico local (G. Eliot, Middlemarch. Un estudio de la vida de provincias, I)
Igualmente Milly en Escenas de la vida clerical; Dinah Morris, en Adam Bede; o Maggie Tulliver en El molino junto al Floss, por citar algunas. La mayoría de los personajes principales de Middlemarch suelen construir castillos en el aire e intentan vivir en ellos; cometen muchos fallos por ser idealistas y estar absortos en sí mismos y en general alejados de la realidad. Estos errores les causan infelicidad y al final sus ilusiones se agotan. Algunos personajes aprenden de esto, y otros no. Los que aprenden generalmente consiguen ser felices, mientras que los que persisten en ignorar el pragmatismo son desgraciados. 
Su idealismo moralizante será luego imitado por George Meredith y el primer Thomas Hardy, y se dice que influyó decisivamente en Marcel Proust, un escritor que la admiraba profundamente.

## Obras

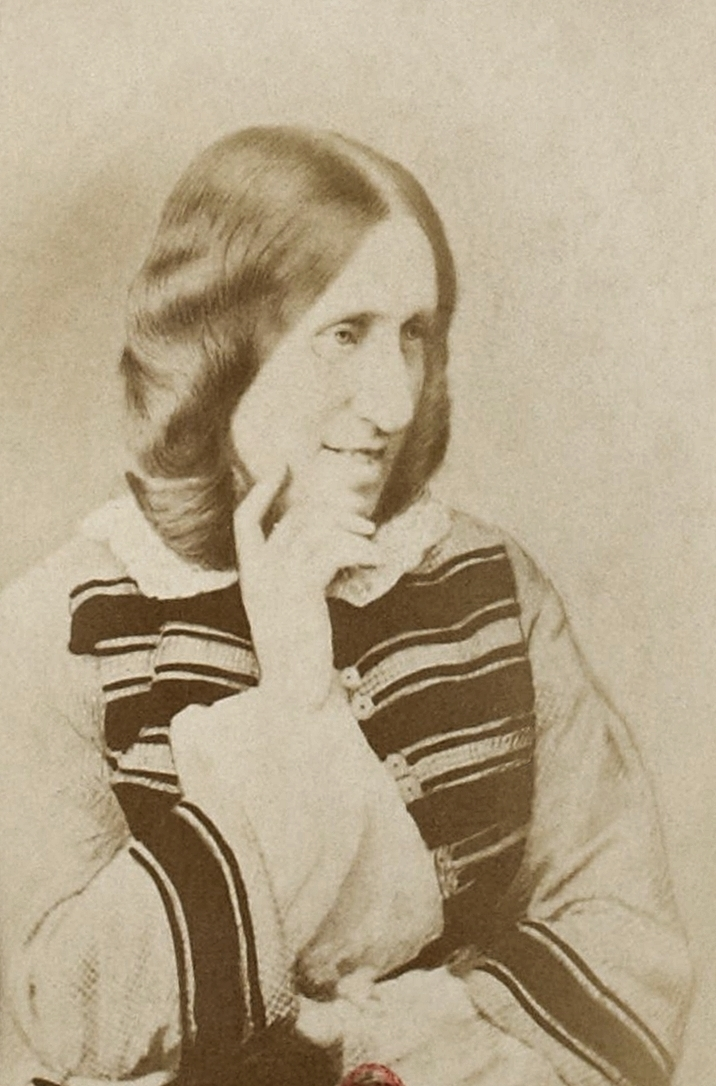
George Eliot, ca.1865

### Novelas
- 1859: Adam Bede. Cátedra, Madrid, 2020, traducción de Javier Alcoriza.
- 1860: El molino del Floss  (The Mill on the Floss). Espasa-Calpe, Madrid, 1932, traducción de G. Sans Huelin. Editorial Iberia, Joaquín Gil Editor, Barcelona, traducción de María Luz Morales. Jackson Editores, 1943, traducción de Vicente P. Quintero. Ediciones Reguera, 1946, traducido por Rafael Sardá. Alba Editorial, Barcelona, 2010, traducido por Carmen Francí.
- 1861: Silas Marner. Alianza Editorial, Madrid, 2012, traducción de José Luis López Muñoz.
- 1863: Romola
- 1866: Felix Holt, the Radical
- 1874: Middlemarch. Cátedra, Madrid, 1993, traducción de María Engracia Pujals. Alba, Barcelona, 2000, traducción de José Luis López Muñoz.
- 1876: Daniel Deronda. Homo Legens, Madrid, 2010, traducción de Jacinto Forment. Alba, Barcelona, 2025, traducción de Catalina Martínez Muñoz.

### Novelas breves
- 1859: El velo alzado
- 1864: El hermano Jacob
- 1879: Impresiones de Theophrastus Such

### Colección de relatos
- 1857: Escenas de la vida parroquial (Scenes of Clerical). Alba, Barcelona, 2013. ISBN 978-84-8428-855-8. Incluye "Las tristes fortunas del reverendo Amos Barton", "La historia de amor del señor Gilfil" y "El arrepentimiento de Janet".

### Poesía
- 1865: In a London Drawingroom / En un salón de Londres
- 1867: The Choir Invisible / El coro invisible
- 1868: The Spanish Gypsy / La gitana española (poema dramático inspirado en su visita a España en 1867)
- 1869: Agatha
- 1869: Brother and Sister / Hermano y hermana
- 1871: Armgart
- 1873: Stradivarius
- 1874: I Grant You Ample Leave / Te concedo un amplio permiso
- 1874: The Legend of Jubal / La leyenda de Jubal
- 1874: Arion
- 1874: A Minor Prophet / Un profeta menor
- 1879: A College Breakfast Party
- 1879: The Death of Moses / La muerte de Moisés

### No ficción
- 1855: "Tres meses en Weimar"
- 1856: Las novelas tontas de ciertas damas novelistas. Impedimenta, Madrid, 2012, traducción y prólogo de Gabriela Bustelo.
- 1856: "Historia natural de la vida alemana"
- 1856: Reseña de Los pintores modernos de John Ruskin, en Westminster Review
- 1865: "La influencia del racionalismo"

### Traducciones
- Das Leben Jesu, kritisch bearbeitet / La vida de Jesús, críticamente examinada, 2 vols., de David Strauss, 1846
- Das Wesen des Christentums / La esencia del cristianismo, de Ludwig Feuerbach, 1854.
- Etica in  ordine geometrico demostrata/Etica demostrada segun el orden geometrico,  de Baruch Spinoza, 1856 (publicada en 1982.)

## Adaptaciones
- The Mill on the Floss (1936). Película dirigida por Tim Whelan.
- Silas Marner (1985). Telefilme.
- Middlemarch (1994). Serie de televisión.
- The Mill on the Floss (1997). Telefilme.
- Daniel Deronda (2002). Serie de televisión.